# 三鬼清一郎
三鬼 清一郎（みき せいいちろう、昭和10年（1935年）8月10日 - 令和7年（2025年）1月2日）は、日本の日本史学者。名古屋大学名誉教授。織豊期（安土桃山時代）の研究で著名。

## 略歴
昭和10年（1935年）8月10日、東京都に生まれる。
昭和35年（1960年）に東京大学文学部国史学科を卒業し、昭和38年（1963年）に東京大学大学院人文科学研究科国史学専攻の修士課程を修了したが、昭和41年（1966年）に東京大学大学院人文科学研究科国史学専攻の博士課程を満期退学した。
昭和43年（1968年）から名古屋大学の専任講師、昭和45年（1970年）から同大学の助教授、昭和58年（1983年）から同大学の教授を歴任。平成11年（1999年）に定年退官し、名古屋大学の名誉教授となった。
さらに平成12年（2000年）から平成16年（2004年）までは神奈川大学経済学部の特任教授と早稲田大学大学院の非常勤講師を兼任した。平成14年（2002年）から平成15年（2003年）に早稲田大学大学院の非常勤講師を務め、平成17年（2005年）から平成18年（2006年）まで愛知大学の非常勤講師を務めた。
なお、平成7年（1995年）3月には織豊期研究会を創設する。
平成25年（2013年）、著書の『織豊期の国家と秩序』と『豊臣政権の法と朝鮮出兵』が德川記念財団の第11回徳川賞を受賞。同年11月3日に東海大学校友会館で授賞式が執り行われた。
令和7年（2025年）1月2日、神奈川県横浜市の自宅において、解離性動脈破裂により89歳で死去。葬儀は配偶者の浩子が喪主を務め、近親者で執り行った。

## 著書

### 単著
- 『鉄砲とその時代』教育社〈教育社歴史新書 日本史108〉、1981年3月。
  - 『鉄砲とその時代』吉川弘文館〈読みなおす日本史〉、2012年7月。ISBN 978-4642063838。
- 『織豊期の国家と秩序』青史出版、2012年6月。ISBN 978-4921145460。
- 『豊臣政権の法と朝鮮出兵』青史出版、2012年11月。ISBN 978-4921145484。
- 『大御所 徳川家康－幕藩体制はいかに確立したか』中央公論新社〈中公新書2565〉、2019年10月。ISBN 978-4121025654。

### 編・監修
- 三鬼清一郎 編『織豊期の政治構造』吉川弘文館、2000年6月。ISBN 978-4642027953。
- 三鬼清一郎 編『愛知県の歴史』山川出版社〈県史23〉、2001年1月。ISBN 978-4634322301。
  - 三鬼清一郎 編『愛知県の歴史』山川出版社〈県史23〉、2015年2月。ISBN 978-4634322318。新版。
- 三鬼清一郎 監修『前田利家の時代 歴史・文化ガイド』日本放送出版協会〈NHKシリーズ〉、2001年11月。ISBN 978-4149104423。

## 論文
- >三鬼清一郎